# Italiens Grand Prix 2022
Italiens Grand Prix 2022, officiellt Formula 1 Pirelli Gran Premio d'Italia 2022, var ett Formel 1-lopp som kördes den 11 september 2022 på Autodromo Nazionale Monza i Italien. Loppet var det sextonde loppet ingående i Formel 1-säsongen 2022 och kördes över 53 varv.

## Bakgrund
Loppet var planerat att köras under helgen 9–11 september. En tyst minut hölls före det första träningspasset, vilket även hölls innan loppet på söndag, till minne av drottning Elizabeth II som avled den 8 september 2022.

### Deltagare
Under det första träningspasset körde Antonio Giovinazzi för Haas istället Mick Schumacher, och Nyck de Vries körde för Aston Martin istället för Sebastian Vettel. De Vries ersatte även Alexander Albon i Williams i det tredje träningspasset, eftersom Albon lidit av en inflammerad blindtarm. De Vries körde även kvalet och loppet, och gjorde därmed debut i Formel 1. Loppet var Fernando Alonsos 349:e start, vilket tangerar Kimi Räikkönens rekord för flest starter i Formel 1.

## Ställning i mästerskapet före loppet
| Pos. | Förare            | Poäng |
| ---- | ----------------- | ----- |
| 1 ▬  | Max Verstappen    | 310   |
| 2 ▬  | Charles Leclerc   | 201   |
| 3 ▬  | Sergio Pérez      | 201   |
| 4 ▬  | George Russell    | 188   |
| 5 ▬  | Carlos Sainz, Jr. | 175   |

| Pos. | Konstruktör      | Poäng |
| ---- | ---------------- | ----- |
| 1 ▬  | Red Bull         | 511   |
| 2 ▬  | Ferrari          | 376   |
| 3 ▬  | Mercedes         | 346   |
| 4 ▬  | Alpine-Renault   | 125   |
| 5 ▬  | McLaren-Mercedes | 101   |

- Notering: Endast de fem bästa placeringarna i vardera mästerskap finns med på listorna.

## Kvalet
Kvalet ägde rum den 10 september, klockan 16:00 lokal tid. Charles Leclerc tog pole positon före Max Verstappen och Carlos Sainz Jr..

### Bestraffningar
Då flertalet förare fått bestraffningar till loppet blev det inledningsvis stor oklarhet om hur startfältet skulle se ut. Endast Charles Leclerc kom att starta på positionen som han kvalade in på. Efter bestraffningarna kom Leclerc att starta på pole position, George Russell tvåa, och Lando Norris och Daniel Ricciardo trea respektive fyra.
| Pos.                    | Nr. | Förare           | Konstruktör           | Kvaltider | Kvaltider | Kvaltider | Start- grid |
| Pos.                    | Nr. | Förare           | Konstruktör           | Q1        | Q2        | Q3        | Start- grid |
| ----------------------- | --- | ---------------- | --------------------- | --------- | --------- | --------- | ----------- |
| 1                       | 16  | Charles Leclerc  | Ferrari               | 1:21,280  | 1:21,208  | 1:20,161  | 1           |
| 2                       | 1   | Max Verstappen   | Red Bull Racing-RBPT  | 1:20,922  | 1:21,265  | 1:20,306  | 71          |
| 3                       | 55  | Carlos Sainz Jr. | Ferrari               | 1:21,348  | 1:20,878  | 1:20,429  | 182         |
| 4                       | 11  | Sergio Pérez     | Red Bull Racing-RBPT  | 1:21,495  | 1:21,358  | 1:21,206  | 133         |
| 5                       | 44  | Lewis Hamilton   | Mercedes              | 1:22,048  | 1:21,708  | 1:21,524  | 194         |
| 6                       | 63  | George Russell   | Mercedes              | 1:21,785  | 1:21,747  | 1:21,542  | 2           |
| 7                       | 4   | Lando Norris     | McLaren-Mercedes      | 1:22,130  | 1:21,831  | 1:21,584  | 3           |
| 8                       | 3   | Daniel Ricciardo | McLaren-Mercedes      | 1:22,139  | 1:21,855  | 1:21,925  | 4           |
| 9                       | 10  | Pierre Gasly     | AlphaTauri-RBPT       | 1:22,010  | 1:22,062  | 1:22,648  | 5           |
| 10                      | 14  | Fernando Alonso  | Alpine-Renault        | 1:22,089  | 1:21,861  | Ingen tid | 6           |
| 11                      | 31  | Esteban Ocon     | Alpine-Renault        | 1:22,166  | 1:22,130  | N/A       | 145         |
| 12                      | 77  | Valtteri Bottas  | Alfa Romeo-Ferrari    | 1:22,254  | 1:22,235  | N/A       | 156         |
| 13                      | 45  | Nyck de Vries    | Williams-Mercedes     | 1:22,567  | 1:22,471  | N/A       | 8           |
| 14                      | 24  | Zhou Guanyu      | Alfa Romeo-Ferrari    | 1:22,003  | 1:22,577  | N/A       | 9           |
| 15                      | 22  | Yuki Tsunoda     | AlphaTauri-RBPT       | 1:22,020  | No time   | N/A       | 207         |
| 16                      | 6   | Nicholas Latifi  | Williams-Mercedes     | 1:22.587  | N/A       | N/A       | 10          |
| 17                      | 5   | Sebastian Vettel | Aston Martin-Mercedes | 1:22,636  | N/A       | N/A       | 11          |
| 18                      | 18  | Lance Stroll     | Aston Martin-Mercedes | 1:22,748  | N/A       | N/A       | 12          |
| 19                      | 20  | Kevin Magnussen  | Haas-Ferrari          | 1:22,908  | N/A       | N/A       | 168         |
| 20                      | 47  | Mick Schumacher  | Haas-Ferrari          | 1:23,005  | N/A       | N/A       | 179         |
| 107 %-gränsen: 1:26.586 |     |                  |                       |           |           |           |             |
| Källor:                 |     |                  |                       |           |           |           |             |

Noter
- ^1 – Max Verstappen tilldelades 5 platsers nedflyttning för att ha överskridit sin kvot av kraftenhetselement.[11]
- ^2 – Carlos Sainz Jr. tilldelades 15 platsers nedflyttning för att ha överskridit sin kvot av kraftenhetselement. Han tilldelades också 10 platsers nedflyttning efter att ha tagit nya delar till växellådan. Han tilldelades också 5 platsers nedflyttning för att ha överskridit sin kvot av kraftenhetselement. Han tvingades därefter starta längst bak på startgridden eftersom han fått 20 platsers nedflyttning, samt överskridit sin kvot av kraftenhetselement.[11]
- ^3 – Sergio Pérez tilldelades 10 platsers nedflyttning för att ha överskridit sin kvot av kraftenhetselement.[11]
- ^4 – Lewis Hamilton tvingades starta längst bak på startgridden efter att ha överskridit sin kvot av kraftenhetselement.[11]
- ^5 – Esteban Ocon tilldelades 5 platsers nedflyttning för att ha överskridit sin kvot av kraftenhetselement.[11]
- ^6 – Valtteri Bottas tilldelades 15 platsers nedflyttning för att ha överskridit sin kvot av kraftenhetselement.[11]
- ^7 – Yuki Tsunoda tilldelades 10 platsers nedflyttning för att ha blivit tillrättavisad enligt regelverket i föregående lopp.   a 10-place grid penalty for exceeding his quota of reprimand limits at the previous round. He was also required to start the race from the back of the grid for exceeding his quota of power unit elements. Han tvingades även starta längst bak på startgridden efter att ha överskridit sin kvot av kraftenhetselement. Han tilldelades även 3 platsers nedflyttning för att inte ha saktat ner vid gulflagg under det andra träningspasset. Den sistnämnda bestraffningen påverkade inte hans startplats eftersom han ändå startade sist.[11]
- ^8 – Kevin Magnussen tilldelades 15 platsers nedflyttning för att ha överskridit sin kvot av kraftenhetselement.[11]
- ^9 – Mick Schumacher tilldelades 5 platsers nedflyttning för att ha överskridit sin kvot av kraftenhetselement. Han tilldelades också 10 platsers nedflyttning efter att ha tagit nya delar till växellådan.[11]

## Loppet
Max Verstappen vann loppet efter att ha startat från den sjunde startrutan till följd av en motorbestraffning. Charles Leclerc kom tvåa och på tredjeplats kom George Russell.
Nyck de Vries gjorde debut i Formel 1 och kom på niondeplats och tog därmed poäng i sin debut. Loppet blev det tionde loppet någonsin som slutade bakom säkerhetsbilen.
| Pos.                                                                     | No. | Förare           | Konstruktör           | Varv | Tid/Bröt    | Grid | Poäng |
| ------------------------------------------------------------------------ | --- | ---------------- | --------------------- | ---- | ----------- | ---- | ----- |
| 1                                                                        | 1   | Max Verstappen   | Red Bull Racing-RBPT  | 53   | 1:20:27,511 | 7    | 25    |
| 2                                                                        | 16  | Charles Leclerc  | Ferrari               | 53   | +2,446      | 1    | 18    |
| 3                                                                        | 63  | George Russell   | Mercedes              | 53   | +3,405      | 2    | 15    |
| 4                                                                        | 55  | Carlos Sainz Jr. | Ferrari               | 53   | +5,061      | 18   | 12    |
| 5                                                                        | 44  | Lewis Hamilton   | Mercedes              | 53   | +5,380      | 19   | 10    |
| 6                                                                        | 11  | Sergio Pérez     | Red Bull Racing-RBPT  | 53   | +6,091      | 13   | 91    |
| 7                                                                        | 4   | Lando Norris     | McLaren-Mercedes      | 53   | +6,207      | 3    | 6     |
| 8                                                                        | 10  | Pierre Gasly     | AlphaTauri-RBPT       | 53   | +6,396      | 5    | 4     |
| 9                                                                        | 45  | Nyck de Vries    | Williams-Mercedes     | 53   | +7,122      | 8    | 2     |
| 10                                                                       | 24  | Zhou Guanyu      | Alfa Romeo-Ferrari    | 53   | +7,910      | 9    | 1     |
| 11                                                                       | 31  | Esteban Ocon     | Alpine-Renault        | 53   | +8,323      | 14   |       |
| 12                                                                       | 47  | Mick Schumacher  | Haas-Ferrari          | 53   | +8,549      | 17   |       |
| 13                                                                       | 77  | Valtteri Bottas  | Alfa Romeo-Ferrari    | 52   | +1 varv     | 15   |       |
| 14                                                                       | 22  | Yuki Tsunoda     | AlphaTauri-RBPT       | 52   | +1 varv     | 20   |       |
| 15                                                                       | 6   | Nicholas Latifi  | Williams-Mercedes     | 52   | +1 varv     | 10   |       |
| 16                                                                       | 20  | Kevin Magnussen  | Haas-Ferrari          | 52   | +1 varv     | 16   |       |
| Ret                                                                      | 3   | Daniel Ricciardo | McLaren-Mercedes      | 45   | Oljeläckage | 4    |       |
| Ret                                                                      | 18  | Lance Stroll     | Aston Martin-Mercedes | 39   | Motor       | 12   |       |
| Ret                                                                      | 14  | Fernando Alonso  | Alpine-Renault        | 31   | Vattentryck | 6    |       |
| Ret                                                                      | 5   | Sebastian Vettel | Aston Martin-Mercedes | 10   | Motor       | 11   |       |
| Snabbaste varv: Sergio Pérez (Red Bull Racing-RBPT) – 1:24.030 (varv 46) |     |                  |                       |      |             |      |       |
| Source:                                                                  |     |                  |                       |      |             |      |       |

Notes
- ^1  – Inkluderat en poäng för snabbaste varv.[13]

## Ställning i mästerskapet efter loppet
| Pos. | Förare            | Poäng |
| ---- | ----------------- | ----- |
| 1 ▬  | Max Verstappen    | 335   |
| 2 ▬  | Charles Leclerc   | 219   |
| 3 ▬  | Sergio Pérez      | 210   |
| 4 ▬  | George Russell    | 203   |
| 5 ▬  | Carlos Sainz, Jr. | 187   |

| Pos. | Konstruktör      | Poäng |
| ---- | ---------------- | ----- |
| 1 ▬  | Red Bull         | 545   |
| 2 ▬  | Ferrari          | 406   |
| 3 ▬  | Mercedes         | 371   |
| 4 ▬  | Alpine-Renault   | 125   |
| 5 ▬  | McLaren-Mercedes | 107   |

- Notering: Endast de fem bästa placeringarna i vardera mästerskap finns med på listorna.